# فهرست دهانه‌های برخوردی اروپا

## دهانه‌های برخوردی پذیرفته شده
فهرست دهانه‌های برخوردی اروپا همهٔ دهانه‌های برخوردی پذیرفته شده در فهرست دادگان برخوردهای زمین را در بر می‌گیرد. این دهانه‌ها همگی از برخورد شهاب‌سنگ‌ها یا دنباله‌دارهای بزرگ با زمین پدید آمده‌اند. از آنجایی که بیشتر این دهانه‌ها در گذر زمان دچار فرسایش شده یا در زیر خاک پنهان شده‌اند قطر گزارش شده در اینجا برآورد قطر لبهٔ اصلی بوده و ممکن است با ویژگی‌های جایگاه کنونی دهانه همخوانی نداشته باشد.
| نام           | جایگاه             | قطر (کیلومتر) | سن (میلیون سال)  | مختصات                                              |
| ------------- | ------------------ | ------------- | ---------------- | --------------------------------------------------- |
| بلتیش         | اوکراین            | ۲۴            | ۶۵٫۱۷ ± ۰٫۶۴     | ۴۸°۴۵′ شمالی ۳۲°۱۰′ شرقی / ۴۸٫۷۵۰°شمالی ۳۲٫۱۶۷°شرقی |
| دلن           | سوئد               | ۱۹            | ۸۹٫۰ ± ۲٫۷       | ۶۱°۵۱′ شمالی ۱۶°۴۲′ شرقی / ۶۱٫۸۵۰°شمالی ۱۶٫۷۰۰°شرقی |
| دبله          | لتونی              | ۴٫۵           | ۲۹۰ ± ۳۵         | ۵۶°۳۵′ شمالی ۲۳°۱۵′ شرقی / ۵۶٫۵۸۳°شمالی ۲۳٫۲۵۰°شرقی |
| گاردنوس       | نروژ               | ۵             | ۵۰۰ ± ۱۰         | ۶۰°۳۹′ شمالی ۹°۰′ شرقی / ۶۰٫۶۵۰°شمالی ۹٫۰۰۰°شرقی    |
| گرنبی         | سوئد               | ۳             | ۴۷۰ (کمابیش)     | ۵۸°۲۵′ شمالی ۱۴°۵۶′ شرقی / ۵۸٫۴۱۷°شمالی ۱۴٫۹۳۳°شرقی |
| گواردا        | پرتغال             | ۳۰            | ۲۰۰ (کمابیش)     | ۴۰°۳۸′ شمالی ۰۷°۰۶′ غربی / ۴۰٫۶۳۳°شمالی ۷٫۱۰۰°غربی  |
| ایلومتسا      | استونی             | ۰٫۰۸          | ۰٫۰۰۶۶ (کمینه)   | ۵۷°۵۸′ شمالی ۲۷°۲۵′ شرقی / ۵۷٫۹۶۷°شمالی ۲۷٫۴۱۷°شرقی |
| ایلینتس       | اوکراین            | ۸٫۵           | ۳۷۸ ± ۵          | ۴۹°۷′ شمالی ۲۹°۶′ شرقی / ۴۹٫۱۱۷°شمالی ۲۹٫۱۰۰°شرقی   |
| ایزو-ناکیما   | فنلاند             | ۳             | ۱۰۰۰ (کمینه)     | ۶۲°۱۱′ شمالی ۲۷°۹′ شرقی / ۶۲٫۱۸۳°شمالی ۲۷٫۱۵۰°شرقی  |
| کالی          | استونی             | ۰٫۱۱          | ۰٫۰۰۳ تا ۰٫۰۰۵   | ۵۸°۲۲′ شمالی ۲۲°۴۰′ شرقی / ۵۸٫۳۶۷°شمالی ۲۲٫۶۶۷°شرقی |
| کاردلا        | استونی             | ۴             | ۴۵۵ (کمابیش)     | ۵۹°۱′ شمالی ۲۲°۴۶′ شرقی / ۵۹٫۰۱۷°شمالی ۲۲٫۷۶۷°شرقی  |
| کاریکسلکا     | فنلاند             | ۱٫۴           | ۲۳۰ (کمابیش)     | ۶۲°۱۳′ شمالی ۲۵°۱۵′ شرقی / ۶۲٫۲۱۷°شمالی ۲۵٫۲۵۰°شرقی |
| کئوروسلکا     | فنلاند             | ۳۰            | ۱۸۰۰ (بیشینه)    | ۶۲°۸′ شمالی ۲۴°۳۶′ شرقی / ۶۲٫۱۳۳°شمالی ۲۴٫۶۰۰°شرقی  |
| لاپایاروی     | فنلاند             | ۲۳            | ۷۷،۸۵ ± ۰،۷۸     | ۶۳°۱۲′ شمالی ۲۳°۴۲′ شرقی / ۶۳٫۲۰۰°شمالی ۲۳٫۷۰۰°شرقی |
| لکنه          | سوئد               | ۷٫۵           | ۴۵۵              | ۶۳°۰′ شمالی ۱۴°۴۹′ شرقی / ۶۳٫۰۰۰°شمالی ۱۴٫۸۱۷°شرقی  |
| لگویسک        | بلاروس             | ۱۵            | ۴۲٫۳ ± ۱٫۱       | ۵۴°۱۲′ شمالی ۲۷°۴۸′ شرقی / ۵۴٫۲۰۰°شمالی ۲۷٫۸۰۰°شرقی |
| لومپارن       | فنلاند             | ۹             | ۱۰۰۰ (کمابیش)    | ۶۰°۹′ شمالی ۲۰°۶′ شرقی / ۶۰٫۱۵۰°شمالی ۲۰٫۱۰۰°شرقی   |
| مین           | سوئد               | ۹             | ۱۲۱٫۰ ± ۲٫۳      | ۵۶°۲۵′ شمالی ۱۴°۵۲′ شرقی / ۵۶٫۴۱۷°شمالی ۱۴٫۸۶۷°شرقی |
| میزارای       | لیتوانی            | ۵             | ۵۰۰ ± ۲۰         | ۵۴°۱′ شمالی ۲۳°۵۴′ شرقی / ۵۴٫۰۱۷°شمالی ۲۳٫۹۰۰°شرقی  |
| میولنیر       | دریای بارنتز، نروژ | ۴۰            | ۱۴۲٫۰ ± ۲٫۶      | ۷۳°۴۸′ شمالی ۲۹°۴۰′ شرقی / ۷۳٫۸۰۰°شمالی ۲۹٫۶۶۷°شرقی |
| موراسکو       | لهستان             | ۰٫۱۰          | ۰٫۰۰۵ (کمابیش)   | ۵۲°۲۹′ شمالی ۱۶°۵۴′ شرقی / ۵۲٫۴۸۳°شمالی ۱۶٫۹۰۰°شرقی |
| نئوگروند      | استونی             | ۸             | ۴۷۰ (کمابیش)     | ۵۹°۲۰′ شمالی ۲۳°۴۰′ شرقی / ۵۹٫۳۳۳°شمالی ۲۳٫۶۶۷°شرقی |
| نوردلینگر ریس | آلمان              | ۲۵            | ۱۴٫۸             | ۴۸°۵۳′ شمالی ۱۰°۳۴′ شرقی / ۴۸٫۸۸۳°شمالی ۱۰٫۵۶۷°شرقی |
| ابلن          | اوکراین            | ۲۰            | ۱۶۹ ± ۷          | ۴۹°۳۵′ شمالی ۳۲°۵۵′ شرقی / ۴۹٫۵۸۳°شمالی ۳۲٫۹۱۷°شرقی |
| پاسلکا        | فنلاند             | ۱۰            | ۱۸۰۰ (بیشینه)    | ۶۲°۹′ شمالی ۲۹°۲۵′ شرقی / ۶۲٫۱۵۰°شمالی ۲۹٫۴۱۷°شرقی  |
| روشه‌شوار      | فرانسه             | ۲۳            | ۲۱۴ ± ۸          | ۴۵°۴۹′ شمالی ۰°۴۷′ شرقی / ۴۵٫۸۱۷°شمالی ۰٫۷۸۳°شرقی   |
| روتمیسترووکا  | اوکراین            | ۲٫۷           | ۱۲۰ ± ۱۰         | ۴۹°۰′ شمالی ۳۲°۰′ شرقی / ۴۹٫۰۰۰°شمالی ۳۲٫۰۰۰°شرقی   |
| ساریاروی      | فنلاند             | ۱٫۵           | ۶۰۰ (کمینه)      | ۶۵°۱۷′ شمالی ۲۸°۲۳′ شرقی / ۶۵٫۲۸۳°شمالی ۲۸٫۳۸۳°شرقی |
| حلقه سیلیان   | سوئد               | ۵۲            | ۳۷۶٫۸ ± ۱٫۷      | ۶۱°۲′ شمالی ۱۴°۵۲′ شرقی / ۶۱٫۰۳۳°شمالی ۱۴٫۸۶۷°شرقی  |
| استینهایم     | آلمان              | ۳٫۸           | ۱۵ ± ۱           | ۴۸°۴۱′ شمالی ۱۰°۴′ شرقی / ۴۸٫۶۸۳°شمالی ۱۰٫۰۶۷°شرقی  |
| شمال سواسوسی  | فنلاند             | ۴             | ۱۰۰۰ (بیشینه)    | ۶۲°۴۲′ شمالی ۲۸°۱۰′ شرقی / ۶۲٫۷۰۰°شمالی ۲۸٫۱۶۷°شرقی |
| ساکسیاروی     | فنلاند             | ۶             | ۵۶۰ (کمابیش)     | ۶۱°۲۴′ شمالی ۲۲°۲۴′ شرقی / ۶۱٫۴۰۰°شمالی ۲۲٫۴۰۰°شرقی |
| سودرفیاردن    | فنلاند             | ۶٫۶           | ۶۰۰ (کمابیش)     | ۶۳°۰′ شمالی ۲۱°۳۴′ شرقی / ۶۳٫۰۰۰°شمالی ۲۱٫۵۶۷°شرقی  |
| ترنووکا       | اوکراین            | ۱۱            | ۲۸۰ ± ۱۰         | ۴۸°۰۸′ شمالی ۳۳°۳۱′ شرقی / ۴۸٫۱۳۳°شمالی ۳۳٫۵۱۷°شرقی |
| توارن         | سوئد               | ۲             | ۴۵۵ (کمابیش)     | ۵۸°۴۶′ شمالی ۱۷°۲۵′ شرقی / ۵۸٫۷۶۷°شمالی ۱۷٫۴۱۷°شرقی |
| وپریای        | لیتوانی            | ۸             | ۱۶۰ ± ۱۰ (کمینه) | ۵۵°۵′ شمالی ۲۴°۳۵′ شرقی / ۵۵٫۰۸۳°شمالی ۲۴٫۵۸۳°شرقی  |
| زاپادنایا     | اوکراین            | ۳٫۲           | ۱۶۵ ± ۵          | ۴۹°۴۴′ شمالی ۲۹°۰′ شرقی / ۴۹٫۷۳۳°شمالی ۲۹٫۰۰۰°شرقی  |
| زلنی گای      | اوکراین            | ۳٫۵           | ۸۰ ± ۲۰          | ۴۸°۴′ شمالی ۳۲°۴۵′ شرقی / ۴۸٫۰۶۷°شمالی ۳۲٫۷۵۰°شرقی  |

## دهانه‌های برخوردی پذیرفته نشده
دهانه‌هایی که در اینجا فهرست شده‌اند گمان می‌رود دهانه‌های برخوردی باشند ولی نشانه‌های یافت شده صددرصد نیستند و به همین دلیل در دادگان برخوردهای زمین پذیرفته نشده‌اند.
| نام      | جایگاه                  | قطر           | سن                | مختصات                                                        |
| -------- | ----------------------- | ------------- | ----------------- | ------------------------------------------------------------- |
| سیلورپیت | دریای شمال نزدیک انگلیس | ۸             | ۶۰ ± ۱۵ میلیون    | ۵۴°۱۴′ شمالی ۱°۵۱′ شرقی / ۵۴٫۲۳۳°شمالی ۱٫۸۵۰°شرقی             |
| سیرنته   | ایتالیا                 | ۱۴۰ × ۱۱۵ متر | ۱۵۰۰ سال (کمابیش) | ۴۲°۱۰′۳۸″ شمالی ۱۳°۳۵′۴۵″ شرقی / ۴۲٫۱۷۷۲۲°شمالی ۱۳٫۵۹۵۸۳°شرقی |
| اولاپول  | لچ بروم، اسکاتلند       | ۵۰            | ۱٫۲ میلیارد       | ۵۷°۰۹′ شمالی ۵°۱۷′ غربی / ۵۷٫۱۵۰°شمالی ۵٫۲۸۳°غربی             |